# Fabrizio Giovanardi

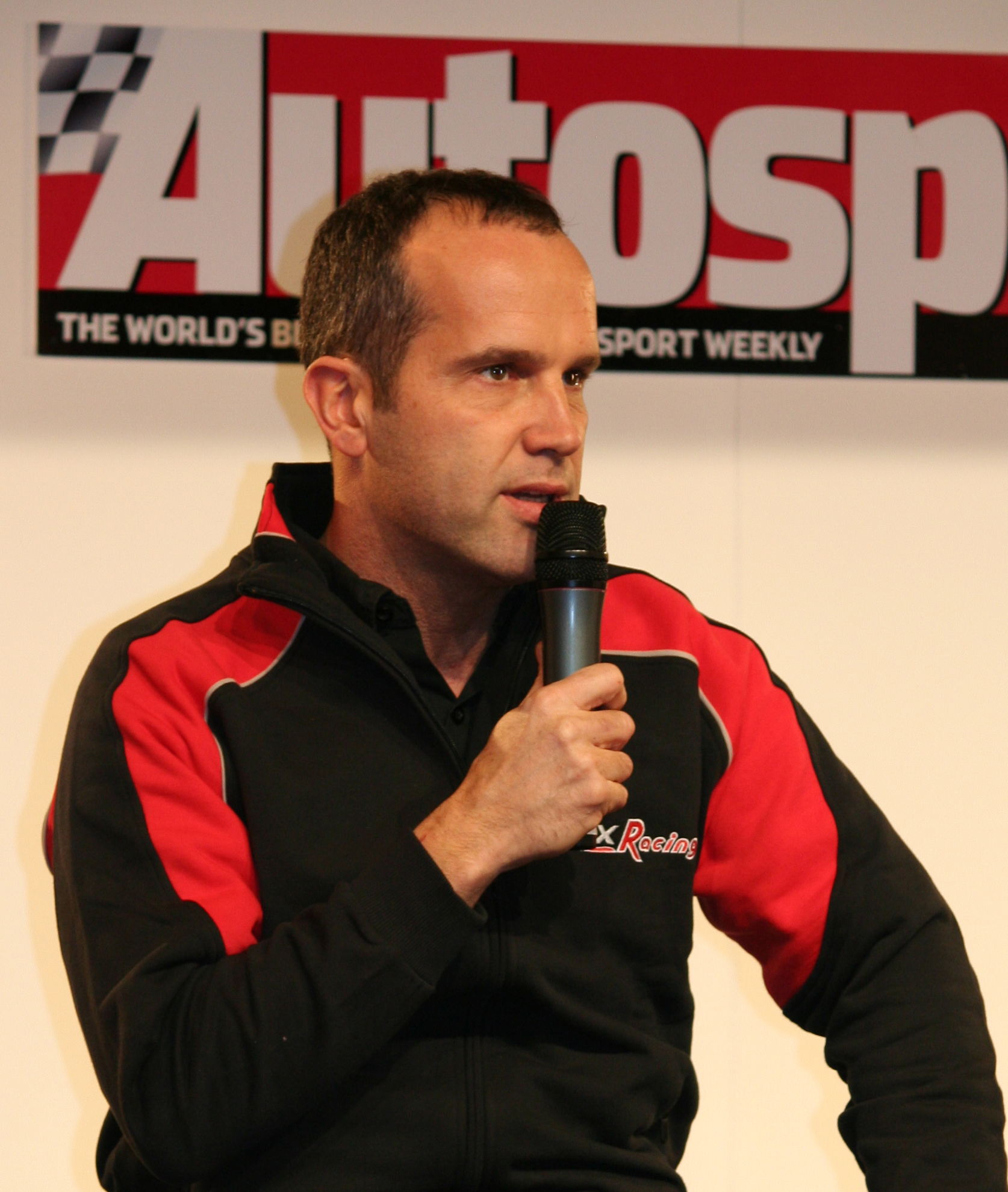
Fabrizio Giovanardi en la Autosport Internacional de 2009.

Fabrizio "Piedone" Giovanardi (Sassuolo, Italia, 14 de diciembre de 1966) es un piloto de automovilismo de velocidad que se destacó en turismos al conseguir varios títulos a nivel europeo (2000-2002), británico (2007-2008), italiano (1998-1999) y español (1997).

## Karting y monoplazas
En 1986 fue campeón mundial e italiano de karting. Se inició en monoplazas en 1987 al competir en la Fórmula 3 Italiana. En 1988 resultó tercero a dos puntos del campeón. A continuación, Giovanardi ascendió a la Fórmula 3000 Internacional, donde compitió para First. Ganó en su debut en Vallelunga pero no volvió a puntuar y terminó décimo en el campeonato. En su segundo año para First finalizó décimo con un segundo puesto en Pau como mejor resultado. Cambió a Forti en 1991, donde no subió a ningún podio y quedó empatado en 11º lugar.

## Italiano y Español de Superturismos (1991-1999)
Sin poder entrar a la Fórmula 1, Giovanardi retornó a Italia en 1991 a disputar la clase S2 del Campeonato Italiano de Superturismos. Ese año cosechó cinco victorias al volante de un Peugeot 405. En 1992 fue campeón de la clase S2, lo que le significó sumarse al equipo oficial de Peugeot. Con él fue subcampeón en 1993 y tercero en 1994.
Nordauto, el equipo oficial de Alfa Romeo, lo contrató en 1995 para pilotar el Alfa Romeo 155, resultando nuevamente tercero. Giovanardi disputó en 1996 el certamen italiano y el español; quedó quinto en el primero y sexto en el segundo. Nuevamente tuvo doble empleo en 1997, esta vez con mayor éxito: se coronó campeón español y subcampeón italiano. El piloto ganó los campeonatos italianos 1998 y 1999, ahora con un Alfa Romeo 156, a la vez que disputó fechas aisladas del Campeonato Alemán de Superturismos.

## Europeo y Mundial de Turismos (2000-2005)
El Campeonato Italiano de Superturismo se transformó en el Campeonato Europeo de Turismos en 2000. Giovanardi se llevó los títulos 2000, 2001 y 2002, siempre como piloto oficial de Alfa Romeo. Ravaglia lo contrató para correr de manera oficial un BMW Serie 3 en 2003, quedando noveno, tras lo cual volvió a Alfa Romeo, ahora con el renombrado equipo Autodelta. En 2004 finalizó sexto en el torneo. Al transformarse en el Campeonato Mundial de Turismos, Giovanardi corrió por última vez para Alfa Romeo en 2005 y resultó tercero.

## Británico de Turismos, Superstars y otros (2006-presente)

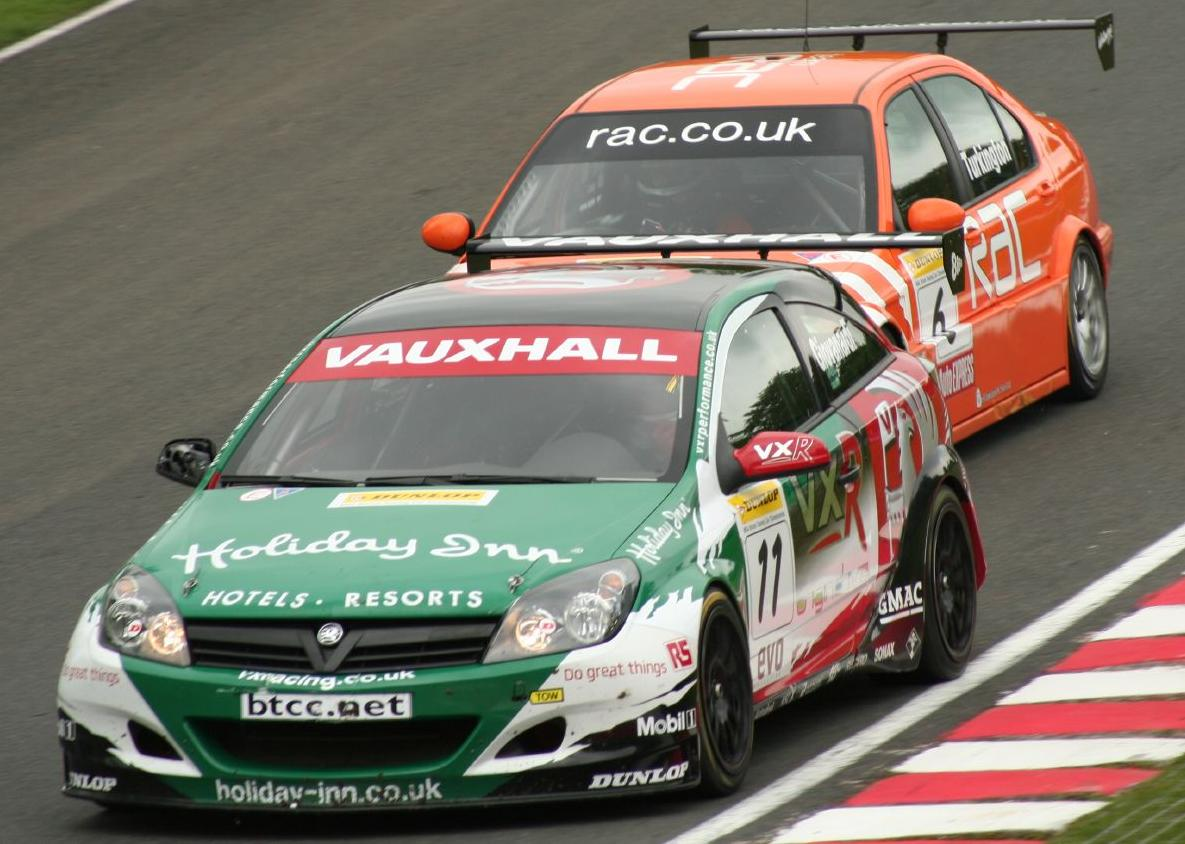
Auto de Fabrizzio durante una carrera

Debido a que la marca lombarda retiró su apoyo oficial al equipo en 2006, Giovanardi desembarcó en el Reino Unido y se sumó a VX, el equipo oficial de Vauxhall en el Campeonato Británico de Turismos. Terminó quinto en 2006 con un Astra y campeón en 2007 y 2008 con un Vectra. En 2006, Giovanardi también disputó dos fechas del Mundial de Turismos y los 200 km de Buenos Aires del Turismo Competición 2000, en ambos casos para Honda. En 2008 disputó los 500 km de Phillip Island y los 1000 km de Bathurst del V8 Supercars con un Ford Falcon de Triple Eight.
Giovanardi fue tercero en el Campeonato Británico de Turismos de 2009. Vauxhall retiró su apoyo oficial a Triple Eight, y el equipo se quedó sin apoyo económico luego de la primera fecha de 2010. Se refugió en el Superstars, donde ganó cuatro de las seis carreras que disputó con un Porsche Panamera de N.Technology (ex Nordauto). También compitió en el Gran Premio de Surfers Paradise de V8 Supercars con un Holden Commodore.
Al volante de un Honda Accord, el piloto obtuvo un primer puesto y un segundo en las dos mangas de la Copa Europea De Turismos de 2011, obteniendo el título frente a Pepe Oriola y Tomas Engström. Además, corrió las 24 Horas de Nürburgring con un prototipo P4/5. El italiano resultó 12º absoluto en las 24 Horas de Nürburgring de 2012, nuevamente con un P4/5, formando tripulación con Nicola Larini y Manuel Lauck.
En 2013, Giovanardi disputó cuatro fechas de la Superstars con un Porsche Panamera, logrando un cuarto y un quinto en ocho carreras.
A los 47 años de edad, el italiano retornó al Campeonato Británico de Turismos en la temporada 2014. Pilotando un Ford Focus del equipo Motorbase Performance, obtuvo un tercer puesto y cinco séptimos puestos en 30 carreras. De esta manera, se ubicó 13º en la clasificación final.

## Resultados

### Turismo Competición 2000
| Año  | Equipo                 | Auto            | 1    | 2   | 3  | 4   | 5   | 6   | 7   | 8   | 9   | 10  | 11 | 12    | 13  | 14  | Res. | Puntos |
| ---- | ---------------------- | --------------- | ---- | --- | -- | --- | --- | --- | --- | --- | --- | --- | -- | ----- | --- | --- | ---- | ------ |
| 2006 |                        |                 | BA I | OLA | CR | VIE | SFE | SJU | SRA | RES | CUR | SMM | GR | BA II | OBE | PAR | -    | -      |
| 2006 | Honda Petrobras Podium | Honda Civic VII |      |     |    |     |     |     |     |     |     |     |    | Ret   |     |     | -    | -      |

### Copa Mundial de Turismos
(Clave) (negrita indica pole position) (cursiva indica vuelta rápida)

| Año  | Equipo        | Auto                        | 1   | 2   | 3   | 4   | 5   | 6   | 7   | 8   | 9   | 10  | 11  | 12  | 13  | 14  | 15  | 16  | 17  | 18  | 19  | 20  | 21  | 22  | 23  | 24  | 25  | 26  | 27  | 28  | 29  | 30  | Pos. | Pts. |
| ---- | ------------- | --------------------------- | --- | --- | --- | --- | --- | --- | --- | --- | --- | --- | --- | --- | --- | --- | --- | --- | --- | --- | --- | --- | --- | --- | --- | --- | --- | --- | --- | --- | --- | --- | ---- | ---- |
| 2018 |               |                             | MAR | MAR | MAR | HUN | HUN | HUN | ALE | ALE | ALE | NED | NED | NED | POR | POR | POR | SVK | SVK | SVK | CHN | CHN | CHN | CHW | CHW | CHW | JAP | JAP | JAP | MAC | MAC | MAC | 24°  | 19   |
| 2018 | Team Mulsanne | Alfa Romeo Giulietta RF TCR | 19  | 13  | 19† | 23† | 23  | Ret | 15  | Ret | 14  | 22† | Ret | DNS | 11  | 11  | Ret | 5   | 14  | 7   | 18  | 13  | Ret | Ret | 16  | Ret |     |     |     |     |     |     | 24°  | 19   |

### TCR Europe Touring Car Series
(Clave) (negrita indica pole position) (cursiva indica vuelta rápida)

| Año  | Equipo        | Auto                     | 1   | 2   | 3   | 4   | 5   | 6   | 7   | 8   | 9   | 10  | 11  | 12  | 13  | 14  | Pos. | Pts. |
| ---- | ------------- | ------------------------ | --- | --- | --- | --- | --- | --- | --- | --- | --- | --- | --- | --- | --- | --- | ---- | ---- |
| 2018 |               |                          | LEC | LEC | ZAN | ZAN | SPA | SPA | HUN | HUN | ASS | ASS | MON | MON | BAR | BAR | 22°  | 10   |
| 2018 | Team Mulsanne | Alfa Romeo Giulietta TCR |     |     |     |     |     |     |     |     |     |     | 7   | 8   |     |     | 22°  | 10   |